# Syddjurs
Syddjurs est une commune du Danemark, située dans la région du Jutland-Central, sur la péninsule de Djursland.
La commune comptait  42 768 habitants en 2019 et s’étend sur 689,7 km2.